# Mangora yungas
Mangora yungas là một loài nhện trong họ Araneidae.
Loài này thuộc chi Mangora. Mangora yungas được Herbert Walter Levi miêu tả năm 2007.